# Record de France de natation dames du 50 mètres nage libre
Progression du record de France de natation sportive dames pour l'épreuve du 50 mètres nage libre en bassin de 50 et 25 mètres.

## Bassin de 50 mètres
| Temps   | Athlète         | Naissance | Âge | Club                            | Compétition                       | Lieu          | Date             |
| ------- | --------------- | --------- | --- | ------------------------------- | --------------------------------- | ------------- | ---------------- |
| 25 s 18 | Malia Metella   | 1982      | 21  | USML Pacoussines Cayennes       | Championnats d'été des Etats-Unis | College Park  | 9 août 2003      |
| 25 s 07 | Malia Metella   | 1982      | 22  | USML Pacoussines Cayennes       | Championnats de France            | Dunkerque     | 24 avril 2004    |
| 25 s 07 | Malia Metella   | 1982      | 22  | USML Pacoussines Cayennes       | Championnats de France            | Dunkerque     | 25 avril 2004    |
| 24 s 99 | Malia Metella   | 1982      | 22  | USML Pacoussines Cayennes       | Jeux olympiques (df)              | Athènes       | 20 août 2004     |
| 24 s 89 | Malia Metella   | 1982      | 22  | USML Pacoussines Cayennes       | Jeux olympiques (f)               | Athènes       | 21 août 2004     |
| 24 s 83 | Malia Metella   | 1982      | 26  | Dauphins du TOEC                | Championnats de France            | Dunkerque     | 26 avril 2008    |
| 24 s 69 | Malia Metella   | 1982      | 27  | Dauphins du TOEC                | Championnats de France (f)        | Montpellier   | 26 avril 2009    |
| 24 s 58 | Malia Metella   | 1982      | 27  | Dauphins du TOEC                | Championnats du monde (d)         | Rome          | 1er août 2009    |
| 24 s 54 | Anna Santamans  | 1993      | 24  | Cercle des nageurs de Marseille | Championnats du monde (d)         | Budapest      | 29 juillet 2017  |
| 24 s 39 | Mélanie Henique | 1992      | 28  | Cercle des nageurs de Marseille | Championnats de France (d)        | Saint-Raphaël | 12 décembre 2020 |
| 24 s 34 | Mélanie Henique | 1992      | 28  | Cercle des nageurs de Marseille | Championnats de France (f)        | Saint-Raphaël | 12 décembre 2020 |

## Bassin de 25 mètres
| Temps   | Athlète          | Naissance | Âge | Club                            | Compétition                   | Lieu                 | Date             |
| ------- | ---------------- | --------- | --- | ------------------------------- | ----------------------------- | -------------------- | ---------------- |
| 26 s 74 | Pascale Ducongé  |           |     |                                 |                               |                      |                  |
| 26 s 59 | Carole Amoric    |           |     | Club des nageurs de Paris       | Meeting Arena (f)             | Boulogne-Billancourt | 1981             |
| -----   |                  |           |     |                                 |                               |                      |                  |
| 25 s 32 | Julie Blaise     | 1975      | 19  | Cercle des nageurs de Cannes    | Championnats interclubs (tt)  | Cannes               | 20 décembre 1994 |
| 25 s 23 | Malia Metella    | 1982      | 21  | USLM Pacoussines Cayennes       | Meeting Arena                 | Rouen                | 8 novembre 2003  |
| 24 s 93 | Malia Metella    | 1982      | 21  | USLM Pacoussines Cayennes       | Championnats d'Europe (s)     | Dublin               | 14 décembre 2003 |
| 24 s 77 | Malia Metella    | 1982      | 21  | USLM Pacoussines Cayennes       | Championnats d'Europe (d)     | Dublin               | 14 décembre 2003 |
| 24 s 54 | Malia Metella    | 1982      | 21  | USLM Pacoussines Cayennes       | Championnats d'Europe (f)     | Dublin               | 14 décembre 2003 |
| 24 s 44 | Malia Metella    | 1982      | 25  | Dauphins du TOEC                | Championnats d'Europe (f)     | Debrecen             | 16 décembre 2007 |
| 24 s 35 | Anna Santamans   | 1993      | 19  | Olympic Nice Natation           | Championnats d'Europe (f)     | Chartres             | 25 novembre 2012 |
| 24 s 24 | Anna Santamans   | 1993      | 21  | Olympic Nice Natation           | Championnats de France (f)    | Montpellier          | 23 novembre 2014 |
| 24 s 22 | Anna Santamans   | 1993      | 21  | Olympic Nice Natation           | Championnats du monde (d)     | Doha                 | 6 décembre 2014  |
| 24 s 15 | Anna Santamans   | 1993      | 21  | Olympic Nice Natation           | Championnats du monde (s)     | Doha                 | 7 décembre 2014  |
| 24 s 05 | Anna Santamans   | 1993      | 21  | Olympic Nice Natation           | Championnats du monde (f)     | Doha                 | 7 décembre 2014  |
| 24 s 04 | Anna Santamans   | 1993      | 23  | Olympic Nice Natation           | Championnats du monde (f)     | Windsor              | 11 décembre 2016 |
| 23 s 82 | Charlotte Bonnet | 1995      | 22  | Olympic Nice Natation           | Championnats d'Europe         | Copenhague           | 15 décembre 2017 |
| 23 s 66 | Mélanie Henique  | 1992      | 27  | Cercle des nageurs de Marseille | Championnats d'Europe         | Glasgow              | 8 décembre 2019  |
| 23 s 61 | Mélanie Henique  | 1992      | 28  | Cercle des nageurs de Marseille | International Swimming League | Budapest             | 10 novembre 2020 |